# ツジョン
ツジョンまたはツヨン (thujone) は分子式 C10H16O、分子量152.23のモノテルペン、ケトン。メチル基の向きが異なる二つの異性体（αとβ）がある。IUPAC系統名は 1-イソプロピル-4-メチルビシクロ[3.1.0]ヘキサン-3-オン 1-isopropyl-4-methylbicyclo[3.1.0]hexan-3-on、許容慣用名から誘導するとツジャン-3-オン。別名 4-メチル-1-（1-メチルエチル）ビシクロ[3.1.0]ヘキサン-3-オン、3-ツヤノン。CAS登録番号は 546-80-5 (α)、471-15-8 (β)。

## 特徴
沸点201°Cの無色の液体。メントール様の香気を持ち、水に溶けにくく有機溶剤に溶ける。大量摂取すると、麻酔作用、嘔吐、幻覚、錯乱、痙攣などに陥らせ、習慣性もある。ニガヨモギに含まれることで知られているが、生草で数kg以上摂取しなければ上記のような症状は出ない。

## 利用
ニガヨモギ、ヨモギ、セージなどの精油成分で、リキュールの一種であるアブサンの成分としてよく知られている。ソフトドリンクやアルコール飲料に対する食品添加物として認可されている苦味料のニガヨモギ抽出物に含有される。
大麻の成分テトラヒドロカンナビノール (THC) に似た分子構造を持っている。